# Mưu Định
Mưu Định (tiếng Trung: 牟定县, Hán Việt: Mưu Định huyện) là một huyện thuộc Châu tự trị dân tộc Di Sở Hùng (楚雄彝族自治州) tại tỉnh Vân Nam, Cộng hòa Nhân dân Trung Hoa. Huyện này có diện tích 1646 km2, dân số năm 2006 là 200.000 người. Huyện lỵ tại trấn Cộng Hòa.

## Các đơn vị hành chính
Huyện Tường Vân quản lý các đơn vị hành chính sau:
- Các trấn: Cộng Hòa (共和镇)、Tân Kiều (新桥镇)、Phong Truân (凤屯镇) và Giang Pha (江坡镇)
- Các hương: Bàn Miêu (蟠猫乡)、Tuất Nhau (戌街乡) và An Lạc (安乐乡).